# Tweede Kamerverkiezingen 2002/Kandidatenlijst/NMP
Dit is de kandidatenlijst voor de Tweede Kamerverkiezingen 2002 voor de Nieuwe Midden Partij. De partij deed mee in 17 van de 19 kieskringen.

## De lijst
1. Jos Bron - 1.113 stemmen
2. Martin Dessing - 137
3. Theo Jansen - 119
4. Philip de Lange - 65
5. Harry Brakel - 79
6. Arjan Gelder - 63
7. Mohamed El Johari - 210
8. Gerard van Dorp - 61
9. Hans Beukema (niet in kieskring 19) - 64
10. Yvonne van der Meulen (niet in kieskring 19) - 77
11. Albert Samseer - 35
12. Roy Hermans jr. - 42
13. Dale Tan - 36
14. Henriëtte Schulzgen - 35
15. Joke van Wattingen-Bron - 163

PvdA · VVD · CDA · D66 · GroenLinks · SP · SGP · VSP · NMP · PvdT · VIP & Ouderenunie · ChristenUnie · Duurzaam Nederland · Leefbaar Nederland · LPF · Republikeinse Volkspartij
1971 · 1972 · 1977 · 1998 · 2002